# Glynn County
Glynn County is een county in de Amerikaanse staat Georgia.
De county heeft een landoppervlakte van 1.094 km² en telt 67.568 inwoners (volkstelling 2000). De hoofdplaats is Brunswick.

## Bevolkingsontwikkeling

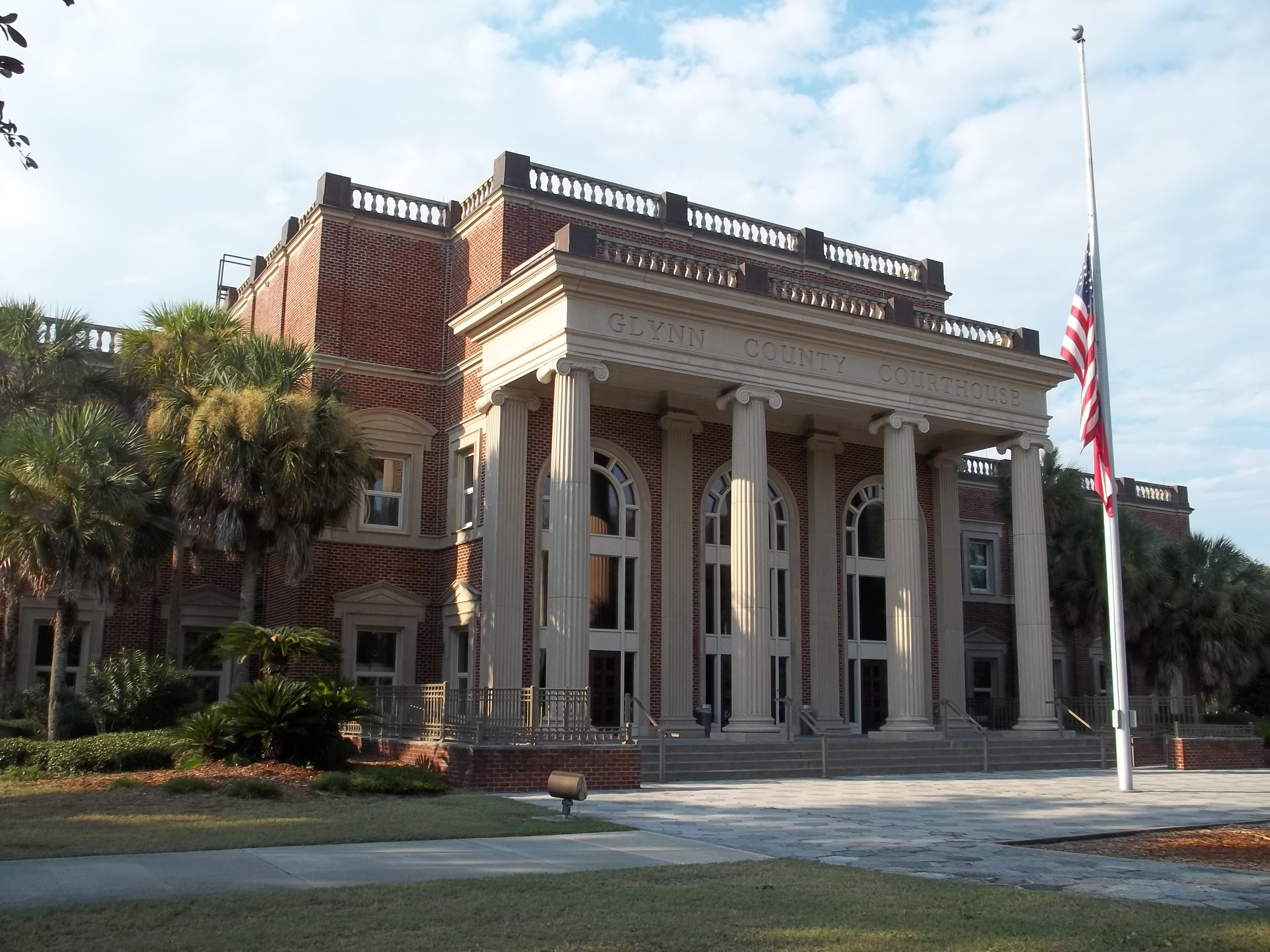
Glynn County Courthouse